# Alansmia elastica
Alansmia elastica là một loài dương xỉ trong họ Polypodiaceae. Loài này được Bory ex Willd. Moguel & M. Kessler mô tả khoa học đầu tiên năm 2011.